# Луковская поселковая община
Луковская поселковая община (укр. Луківська селищна громада) — территориальная община в Ковельском районе Волынской области Украины.
Административный центр — посёлок Луков.
Население составляет 5345 человек. Площадь — 156,4 км².
В соответствии с распоряжением Кабинета Министров Украины от 12 июня 2020 года, в состав общины вошла территория Луковского поселкового совета, а также Миляновичевского, Новосёлковского и Соминского сельских советов упразднённого Турийского района.

## Населённые пункты
В состав общины входят 1 посёлок и 13 сёл:
- Посёлок Луков
- Миляновичевский старостинский округ:
  - Годовичи
  - Залесцы
  - Зилово
  - Кличковичи
  - Миляновичи
  - Перевесье
  - Тупалы
  - Туровичи
- Новосёлковский старостинский округ:
  - Комаров
  - Новосёлки
  - Окунин
- Соминский старостинский округ:
  - Видуты
  - Сомин